# كريستين سكوت توماس
كريستين سكوت توماس (بالفرنسية: Kristin Scott Thomas)‏ ممثلة إنجليزية من مواليد 24 مايو 1960، حاصلة على جائزة نقابة ممثلي الشاشة 2001 لأفضل فريق ممثلين في فيلم عن دورهم في فيلم منتزه غوسفورد , حصلت على الجنسية الفرنسية في عمر التاسعة عشر و اشتهرت في السينما الفرنسية . كما حصلت على جائزة الأكاديمية البريطانية لفنون الفيلم والتلفزيون 1994 لأفضل ممثلة مساندة عن دورها في فيلم أربع حفلات زفاف وجنازة, شاركت في العديد من الأفلام منها مهمة مستحيلة تتحدث الإنجليزية و الفرنسية بطلاقة و تجيد بعض الأسبانية.

## من أفلامها
- المريض الإنجليزي 1996.
- الحياة كمنزل 2001.
- الرب فقط من يغفر 2013.
- المرأة الخفية 2013 .

## روابط خارجية
- كريستين سكوت توماس على موقع IMDb (الإنجليزية)
- كريستين سكوت توماس على موقع ميتاكريتيك (الإنجليزية)
- كريستين سكوت توماس على موقع روتن توميتوز (الإنجليزية)
- كريستين سكوت توماس على موقع مونزينجر (الألمانية)
- كريستين سكوت توماس على موقع قاعدة بيانات الأفلام العربية
- كريستين سكوت توماس على موقع ألو سيني (الفرنسية)
- كريستين سكوت توماس على موقع ميوزك برينز (الإنجليزية)
- كريستين سكوت توماس على موقع تيرنر كلاسيك موفيز (الإنجليزية)
- كريستين سكوت توماس على موقع أول موفي (الإنجليزية)
- كريستين سكوت توماس على موقع قاعدة بيانات برودواي على الإنترنت (الإنجليزية)
- Ryan Gilbey, "The three stages of Kristin", interview, The Guardian, 27 July 2007
- Mark Anstead, "Kristin Scott Thomas: The Ice Maiden thaws", interview, Daily Mail, 8 June 2007
- Louise France, "I'm 47. Unlike most actresses I don't lie about my age" Interview, The Guardian, 3 February 2008
- Betrayal, "Comedy Theatre Review", The Telegraph, 17 June 2011
- Betrayal - Review, "Comedy Theatre London", The Guardian, 17 June 2011
- First Night: Betrayal, "Comedy Theatre London", The Independent', 17 June 2011